# Dilution of precision
DOP (ang. Dilution Of Precision) – parametr opisujący wpływ geometrii konstelacji satelitów na wyznaczenie pozycji w systemie GPS.
Można rozróżnić następujące rodzaje DOP:
- GDOP – parametr geometryczny opisujący dokładność położenia punktu w 4 wymiarach (3 wymiary przestrzenne + czas)
- HDOP – dla współrzędnych płaskich
- VDOP – dla wysokości
- TDOP – dla pomiaru czasu
- PDOP – współczynnik opisujący stosunek między błędem pozycji użytkownika a błędem pozycji satelity.

Wartość któregoś z parametrów równa 0 oznacza, że w danej chwili pomiar pozycji jest niemożliwy ze względu na zakłócenia, słaby sygnał z satelitów, zbyt małą liczbę widocznych satelitów itp. Im mniejsza jest wartość tego parametru (ale większa od zera) tym pomiar jest dokładniejszy. Przyjmuje się następujące umowne opisy jakości sygnału w zależności od wartości DOP:
| DOP    | opis        |
| ------ | ----------- |
| < 1    | idealny     |
| 2 - 3  | znakomity   |
| 4 - 6  | dobry       |
| 7 - 8  | umiarkowany |
| 9 - 20 | słaby       |
| > 20   | zły         |